# Министерство информации и культуры (Афганистан)
Афганское Министерство информации и культуры (дари وزارت اطلاعات و فرهنگ , пушту د اطلاعاتو او فرهنګ وزارت‎) — министерство правительства Афганистана, отвечающее за культуру, туризм, издательскую деятельность и по делам молодежи. В настоящее время министерство возглавляет талиб - Хайрулла Хайрхва.

## Министры
| Абдул Рахим Невин  | 17 июля 1973 г. — 28 апреля 1978 г.  | Невин был назначен президентом Даудом Ханом первым министром информации и культуры Республики Афганистан. |
| Амир Хан Муттаки   |                                      | при Мохаммеде Омаре в Исламском Эмирате Афганистан (1996—2001) |
| Сайед Махдум Рахин | Декабрь 2001 г. — март 2006 г.       | - Основатель Ассоциации за мир и демократию в Афганистане (APDA) - Не получил достаточного количества вотумов доверия в парламенте Афганистана и был вынужден уйти в отставку. |
| Абдул Карим Хорам  | Март 2006 г. — январь 2010 г.        | |
| Сайед Махдум Рахин | Январь 2010 — апрель 2015            | - Вернулся в качестве министра информации и культуры после того, как был послом Афганистана в Индии и на этот раз получил достаточно вотумов доверия. |
| Абдул Бари Джахани | Апрель 2015 г. — ноябрь 2016 г.      | - Джахани работал менеджером по иностранной помощи в Министерстве образования (МО) в течение двух лет (1976 и 1978).) В 1981 году он был назначен заместителем директора Национального радио и телевидения Афганистана. Джахани присоединился к Голосу Америки (VoA) в 1983 году. Он ушел из VOA в 2010 году. - Джахани написал тексты афганского национального гимна. |
| Хайрулла Хайрхва   | 7 сентября 2021 г. — настоящее время | |